# Partido Lanús
Die Partido Lanús ist der Name eines Verwaltungsgebiets („Partido“) der argentinischen Provinz Buenos Aires. Es ist Teil des Ballungsraumes von Groß-Buenos Aires.
Im 45 km² großen Partido leben 453.082 Menschen (2001). Im Jahrzehnt vor dem letzten Berichtszeitraum nahm die Bevölkerung um etwa 3,3 % ab. In der Hauptstadt Lanús sind rund 212.152 Menschen beheimatet.
Praktisch stellt Lanús einen industriell orientierten Vorort im Süden der argentinischen Hauptstadt dar. Touristen dürften sich wohl nur in selteneren Fällen angezogen fühlen, zumal die Gegend auch von zahlreichen Villa Miserias durchwachsen ist.

## Lage
Lanús ist im Norden durch den äußerst stark umweltbelasteten Fluss Riachuelo von der Hauptstadt abgegrenzt. Daneben grenzt Lanús im Osten an den Partido Avellaneda, im Süden an den Partido Quilmes und im Westen an den Partido Lomas de Zamora.

## Localidades
Lanús ist in 6 Ortschaften, sogenannte Localidades, unterteilt:
- Gerli
- Lanús Este
- Lanús Oeste
- Remedios de Escalada
- Valentín Alsina
- Monte Chingolo

Zudem gliedert sich das Partido Lanús in 41 Barrios.

## Geschichte
1944 wurde entschieden, Lanús vom Gebiet Avellanedas abzutrennen und zu einem unabhängigen Partido zu machen.

## Bildung und Wissenschaft
Lanús besitzt eine Universität, die Universidad Nacional de Lanús.
1968 wurde in der Clínica Modelo de Lanús von Dr. Miguel Bellizzi die erste Herztransplantation von Argentinien ausgeführt. Diese war seinerzeit die zweite Lateinamerikas und die 18. der Welt insgesamt.

## Sport
Der CA Lanús vertritt Lanús in der höchsten argentinischen Fußballliga, hatte jedoch bis zum Erfolg 2007 in der argentinischen Halbserienmeisterschaft, der „Apertura“, außer dem Sieg im südamerikanischen Copa Conmebol 1996 keine größeren Erfolge aufzuweisen. Im Dezember 2013 gewann das Team gegen AA Ponte Preta aus Brasilien das Finale der Copa Sudamericana. Die Mannschaft in den braunen Trikots trägt ihre Heimspiele im städtischen Ciudad de Lanús - Néstor Díaz Pérez Stadion, genannt La Fortaleza, „der Festung“, aus. Es hat Platz für rund 46.000 Zuschauer.
Vor Jahrzehnten gelang es noch Vereinen wie Sportivo Alsina und Esgrima de Lanús die nationale Basketballmeisterschaft unter sich auszumachen – heute kommen die argentinischen Spitzenclubs allerdings aus anderen Regionen.
Im Hipódromo o Circo Santa Teresa, der Pferderennstrecke kann man sein Geld in Pferdewetten anlegen.
Aus der Stadt kommen zwei Weltmeister: der Boxer Horacio Enrique Accavallo, geboren am 14. Oktober 1934 in Villa Diamante, war in den 1960er Jahren Weltmeister im Fliegengewicht. Er wird aber dennoch weit überstrahlt vom Fußball-Weltmeister Diego Maradona, der am 30. Oktober 1960 in der örtlichen Poliklinik Evita zur Welt kam.

## Söhne und Töchter der Stadt
- Guillermo Rico (1920–2013), Tangosänger und Schauspieler
- Carlos Esteban Cremata (1923–1985), römisch-katholischer Geistlicher, Bischof von Santo Tomé
- Juan Félix Martínez (1923–1981), Fußballspieler
- Eduardo Rovira (1925–1980), Bandoneonist, Bandleader, Tangokomponist und Arrangeur
- Alfredo Rojas (1937–2023), Fußballspieler
- Horacio Cabarcos (* 1950), Kontrabassist und Tangomusiker
- Diego Maradona (1960–2020), Fußballspieler und -trainer
- Héctor Enrique (* 1962), Fußballspieler
- Hugo Maradona (1969–2021), Fußballspieler
- Leonardo Andres Iglesias (* 1979), Fußballspieler
- Florencia Iglesias, Handballspielerin